# Road to Ruin
 (juin 2023).
Si vous disposez d'ouvrages ou d'articles de référence ou si vous connaissez des sites web de qualité traitant du thème abordé ici, merci de compléter l'article en donnant les références utiles à sa vérifiabilité et en les liant à la section « Notes et références ».
Ne doit pas être confondu avec The Road to Ruin.
Pour le film de Charlotte Brandstrom, voir L'Amour coté en bourse.
Albums de Ramones
Rocket to Russia
(1977) End of the Century
(1980)
Road to Ruin est le quatrième album des Ramones, s'éloignant sensiblement du son habituel du groupe.
Les trois premiers albums ont permis aux Ramones de poser les bases du punk rock, et de devenir des figures importantes du mouvement.
Mais les New-yorkais ont été supplantés par les groupes anglais tels que The Clash et les Sex Pistols, et leur notoriété reste très limitée. Cette absence de succès commercial commence à devenir un problème pour eux. Road to Ruin est le premier album avec Marky Ramone. Tommy Ramone renonce à occuper la batterie, lassé par les tournées interminables et les relations tendues entre les membres du groupe. Toutefois, il reste encore dans la « famille », puisqu'il produira cet album.
Le résultat est un compromis entre la rugosité des premiers disques du groupe et les mélodies pop, chères à Joey.
Non seulement Road to Ruin n'a pas permis aux Ramones de conquérir un plus large public, mais les fans de la première heure furent désorientés par l'évolution artistique du groupe. Le titre I Wanna Be Sedated deviendra un grand classique des Ramones, repris aussi bien par le groupe punk californien Offspring que par le « boss » Bruce Springsteen.

## Liste des pistes
1. I Just Want to Have Something to Do (Joey Ramone) – 2:42
2. I Wanted Everything (Dee Dee Ramone) – 3:18
3. Don't Come Close (Ramones) – 2:44
4. I Don't Want You (Ramones) – 2:26
5. Needles & Pins (Sonny Bono / Jack Nitzsche) – 2:21
6. I'm Against It (Ramones) – 2:07
7. I Wanna Be Sedated (Joey Ramone) – 2:29
8. Go Mental (Ramones) – 2:42
9. Questioningly (Dee Dee Ramone) – 3:22
10. She's the One (Ramones) – 2:13
11. Bad Brain (Ramones) – 2:25
12. It's a Long Way Back (Dee Dee Ramone) – 2:20